# Nordisk Råd
Nordisk Råd er et samarbejdsorgan for parlamenterne i de nordiske lande, og dermed et central element i den formelle del af det nordiske samarbejde. Nordisk Råd er den parlamentariske pendant til Nordisk Ministerråd, som er regeringernes samarbejdsorgan.
Nordisk Råd blev oprettet i 1952 og omfatter de fem nordiske lande Danmark, Finland, Island, Norge og Sverige samt de tre selvstyrende områder Færøerne, Grønland og Åland. Danmark, Island, Norge og Sverige blev medlemmer af Nordisk Råd, da rådet blev dannet i 1952. Finland blev medlem i 1955, Færøerne og Åland i 1970 og Grønland i 1984. Rammerne for Nordisk Råd er fastlagt i Helsingforsaftalen fra 1962. Rådets formål er at bevare og udvikle det nordiske samarbejde inden for retsvæsen, kultur, samfærdsel, miljø, sociale og økonomiske forhold.

## Organisation

### Rolle
Nordisk Råd tager initiativer og er rådgivende i spørgsmål der vedrører det officielle nordiske samarbejde. Rådets beslutninger er ikke bindende for medlemslandene og skal således først godkendes i de nationale parlamenter.

### Sammensætning
Nordisk Råd består af 87 medlemmer. Rådsmedlemmerne sidder i landenes parlamenter og udvælges af parlamenterne efter forslag fra partigrupperne. Der afholdes ikke direkte valg til Nordisk Råd. På Nordisk Råds hjemmeside kan man se listen over de aktuelle medlemmer.
Danmark, Finland, Norge og Sverige har 20 medlemmer hver. To af Danmarks repræsentanter kommer fra Færøerne og Grønland, mens to af Finlands repræsentanter kommer fra Åland. Island har syv medlemmer. Sammensætningen af Nordisk Råd er således:
- Danmark (16)
  - Færøerne (2)
  - Grønland (2)
- Finland (18)
  - Åland (2)
- Island (7)
- Norge (20)
- Sverige (20)

### Sessioner
Nordisk Råd, som ledes af Præsidiet, samles til to årlige møder, temasessionen og den ordinære session, hvor de nordiske parlamentarikere tager beslutninger om forhold, som man ønsker, at de nordiske regeringer skal finde løsninger på.
På den ordinære session vælges desuden præsidenten, vicepræsidenten og medlemmerne af Præsidiet for det kommende år. Præsidentskabet roterer mellem landene. Den ordinære session afholdes i det land som har præsidentskabet for Nordisk Råd Temasessionen, som afholdes hvert forår, afholdes i det land, som har formandskabet for Nordisk Ministerråd.

### Udvalg og partigrupper
Derudover foregår rådets arbejde mellem sessionerne i de fire udvalg:
- Udvalget for Kundskab og Kultur.[6]
- Udvalget for velfærd [7]
- Udvalget for Vækst og Udvikling[8]
- Udvalget for et holdbart Norden[9]

Og i de fem partigrupper:
- Den socialdemokratiske gruppe, i Danmark repræsenteret ved Socialdemokraterne [10]
- Den konservative gruppe Danmark: Det Konservative Folkeparti.[11]
- Midtergruppen i Danmark: Venstre, Det Radikale Venstre
- Nordisk Frihed i Danmark: Dansk Folkeparti[12]
- Nordisk grønt Venstre, i  Danmark: Socialistisk Folkeparti, Enhedslisten[13]

En partigruppe i Nordisk Råd kræver mindst fire medlemmer fra mindst to lande. En del af Nordisk Råds medlemmer er ikke tilknyttet nogen partigruppe. I Danmarks delegation gælder dette Nye Borgelige.

### Præsidium
Rådet ledes af et præsidium på 15 medlemmer. Præsidenten vælges for et år ad gangen af plenarforsamlingen. Præsidentposten går på skift mellem de fem lande i denne rækkefølge: Sverige, Island, Danmark, Finland og Norge.
Præsidiets vigtigste opgaver er:
- at behandle overordnede politiske og administrative sager
- at behandle udenrigs- og sikkerhedspolitiske spørgsmål
- at have kontakt til nærområder samt regionale og internationale organisationer.
- Nordisk Råds budget

### Rådsdirektører
- Emil Vindsetmoe, Norge 1971-1973
- Helge Seip, Norge 1973-1977
- Gudmund Saxrud, Norge 1977-1982
- Ilkka-Christian Björklund, Finland 1982- 1987
- Gehard af Schultén, Finland 1987-1989
- Jostein Osnes, Norge 1990-1994
- Anders Wenström, Sverige 1994-1996
- Berglind Asgeirsdóttir, Island 1996-1999
- Frida Nokken, Norge 1999-2007
- Jan-Erik Enestam, Finland 2007-2013
- Britt Bohlin, Sverige, 2014-2021
- Kristina Háfoss, Færøerne, 2021-[15]

### Sekretariat
Nordisk Råds sekretariat ligger i København på samme adresse som Nordisk Ministerråds sekretariat og Nordisk Kulturfond. Derudover har hver delegation et sekretariat i de nationale parlamenter.

### Budget
Nordisk Råd finansieres af bidrag fra de nordiske parlamenter. Det samlede budget er på 36.000.000 danske kroner i 2019. 

### Nordisk Råds priser
Nordisk Råd uddeler hvert år følgende priser:
- Nordisk Råds Litteraturpris
- Nordisk Råds Miljøpris
- Nordisk Råds Musikpris
- Nordisk Råds Filmpris
- Nordisk Råds Børne- og ungdomslitteraturpris

Priserne er på 350.000 danske kroner og uddeles i forbindelse med Nordisk Råds årlige session